# Nesle-la-Reposte
Nesle-la-Reposte är en kommun i departementet Marne i regionen Grand Est (tidigare regionen Champagne-Ardenne) i nordöstra Frankrike. Kommunen ligger i kantonen Esternay som tillhör arrondissementet Épernay. År 2022 hade Nesle-la-Reposte 91 invånare.

## Befolkningsutveckling
Antalet invånare i kommunen Nesle-la-Reposte
| Referens: INSEE |